# Municipio de Valley (condado de Lincoln)
El municipio de Valley (en inglés: Valley Township) es un municipio ubicado en el condado de Lincoln en el estado estadounidense de Kansas. En el año 2010 tenía una población de 44 habitantes y una densidad poblacional de 0,47 personas por km².

## Geografía
El municipio de Valley se encuentra ubicado en las coordenadas 38°54′31″N 98°12′53″O / 38.90861, -98.21472. Según la Oficina del Censo de los Estados Unidos, el municipio tiene una superficie total de 93.1 km², de la cual 92,86 km² corresponden a tierra firme y (0,26 %) 0,24 km² es agua.

## Demografía
Según el censo de 2010, había 44 personas residiendo en el municipio de Valley. La densidad de población era de 0,47 hab./km². De los 44 habitantes, el municipio de Valley estaba compuesto por el 100 % blancos. Del total de la población el 0 % eran hispanos o latinos de cualquier raza.